# Matt Tiby
Matt Tiby (Urbandale, Iowa, 19 de diciembre de 1992) es un jugador de baloncesto estadonundense que pertenece a la plantilla del Falco KC Szombathely de la Nemzeti Bajnokság I/A húngara. Con 2,03 metros de estatura, jugaba en la posición de ala-pívot.

## Trayectoria deportiva
Jugó cuatro temporadas con los Milwaukee Panthers y tras no ser elegido en el Draft de la NBA de 2016, emprendería su primera temporada como profesional en Hungría, en concreto, en las filas del Atomerőmű SE, donde promediaría 15.6 puntos, 8.8 rebotes y 1.4 asistencias por partido.
En junio de 2017 fichó por el Liège Basket de la liga belga.
En la temporada 2022-23, firma por el Falco KC Szombathely de la Nemzeti Bajnokság I/A húngara.